# Hity Buffo
Hity Buffo – spektakl muzyczny w reżyserii Janusza Józefowicza zrealizowany w teatrze Studio Buffo w Warszawie, składający się z najlepszych utworów wykorzystanych w produkcjach teatru. Autorem scenariusza oraz choreografii spektaklu został sam Józefowicz, za opracowanie i kierownictwo muzyczne odpowiadał Janusz Stokłosa, za scenografię – Janusz Sosnowski i Marek Chowaniec, a za kostiumy – Agnieszka Komornicka i Halina Piwowarska.

## Artyści i wykonawcy
- Monika Ambroziak
- Joanna Chmielewska-Chłopicka
- Monika Kaszewska
- Paulina Mechecka
- Elżbieta Portka
- Aneta Todorczuk-Perchuć
- Joanna Wiśniewska
- Natasza Urbańska
- Artur Chamski
- Rafał Drozd
- Natalia Krakowiak
- Emilia Dębska
- Michał Bogdanowicz
- Krzysztof Rymszewicz
- Krystian Sacharczuk
- Natalia Srokocz
- Marysia Tyszkiewicz
- Aleksandra Zawadzka
- Jarosław Janikowski
- Grzegorz Kowalczyk
- Janusz Józefowicz
- Janusz Stokłosa
- Mateusz Jakubiec
- Paweł Orłowski
- Marcin Tyma
- Katarzyna Granecka

## Wybrane piosenki wykonywane podczas spektaklu
- Natasza Urbańska – „I Feel Good”
- Natasza Urbańska – „La copa de la vida”
- Natasza Urbańska – „Baja bongo”
- Monika Ambroziak – „Perhaps perhaps”
- Janusz Józefowicz, Krystian Sacharczuk i Krzysztof Rymszewicz – „Big Girls Don’t Cry”
- Jerzy Grzechnik – „Let's Twist Again”
- Janusz Józefowicz – „Rasputin”
- Natalia Srokocz – „Non ho l'eta”
- Natasza Urbańska i tancerki teatru Studio Buffo – „Kankan”
- Natasza Urbańska – „Wake Me Up Before You Go-Go”
- Natalia Srokocz – „Portofino”
- Natasza Urbańska – „Biełyje rozy”
- Krzysztof Rymszewicz – „Diana”
- Jerzy Grzechnik i Krzysztof Rymszewicz – „Le temps de cathedrale”
- Natasza Urbańska – „Mambo Italiano”
- Janusz Józefowicz – „Tombe la Neige”
- Monika Ambroziak – „Wsio mogut karoli”
- Krzysztof Rymszewicz – „Uptown Girl”
- Janusz Stokłosa – „Lasciate mi cantare”
- Monika Ambroziak i Natasza Urbańska – „To były piękne dni”
- Janusz Józefowicz, Artur Chamski, Jerzy Grzechnik i Krystian Sacharczuk – „Marina”
- Natasza Urbańska, Elżbieta Portka i Natalia Srokocz – „Lady Marmalade”

## Zespół muzyczny
- Janusz Stokłosa – fortepian
- Marcin Trojanowicz, Jan Zeyland – syntezatory
- Mirosław Wiśniewski – gitara basowa
- Paweł Twardoch / Radosław Maciński – perkusja
- Mariusz „Fazi” Mielczarek / Sebastian Stanny – saksofony
- Zbigniew Dziubiński – gitara
- Marek Wroński – skrzypce
- Adam Zemła – akordeon
- Sebastian Sołdrzyński – trąbka